# Jaczowice
Jaczowice(niem. Jatzdorf) – wieś w Polsce położona w województwie opolskim, w powiecie opolskim, w gminie Niemodlin.

## Nazwa
W 1295 w kronice łacińskiej Liber fundationis episcopatus Vratislaviensis (pol. Księga uposażeń biskupstwa wrocławskiego) miejscowość wymieniona jest jako Jazowitz we fragmencie Jazowitz decima more polonico.

## Historia
Od 1776 r. wieś posiadała własną pieczęć gminną, na której wizerunku przedstawiono roślinę o dużym jajowatym pąku lub owocu i dwóch wąskich liściach, wyrastającą w prawo.